# Shinjuku Park Tower
Shinjuku Park Tower (яп. 新宿パークタワー синдзюку па:ку тава:) — небоскреб, расположен в токийском специальном районе Синдзюку. Строительство небоскреба было завершено в 1994 году, высота небоскреба 235 метров.
Shinjuku Park Tower состоит из 3 элементов (башен): Tower S, высота которого составляет 235 м (52 этажа), Tower C, высотой 209 м (47 этажей) и Tower N, высотой 182 м (41 этаж). Этажи с 1 по 8 занимают магазины, с 9 по 37 — офисные помещения, с 39 до 52 занимает отель Park Hyatt Tokyo, в котором проходили съёмки фильма «Трудности перевода».

## Этажи здания
| Этажи 39-52                | 41 этаж                                                  | Этажи 9-37          |
| -------------------------- | -------------------------------------------------------- | ------------------- |
| Park Hyatt Tokyo           | Check-in Lobby                                           | Офисы               |
| 19 этаж                    | 11 этаж                                                  | 8 этаж              |
| Taisei Housing Park        | Shinjuku Park Tower Dental Clinic Mareesia Garden Clinic | NHK Garden          |
| Этажи 3-7                  | Этажи 3-4                                                | 3 этаж              |
| Living Design Center Ozone | The Conran Shop Shinjuku                                 | Park Tower Hall     |
| 1 этаж                     | 1 цокольный этаж                                         | 2-5 цокольные этажи |
| Вестибюль, галерея, атриум | Магазины и рестораны List of restaurants & shops         | Парковка            |